# Liste des cours d'eau du Haut-Rhin
Pour un article plus général, voir Géographie du Haut-Rhin.

Carte hydrographique du Département du Haut-Rhin.

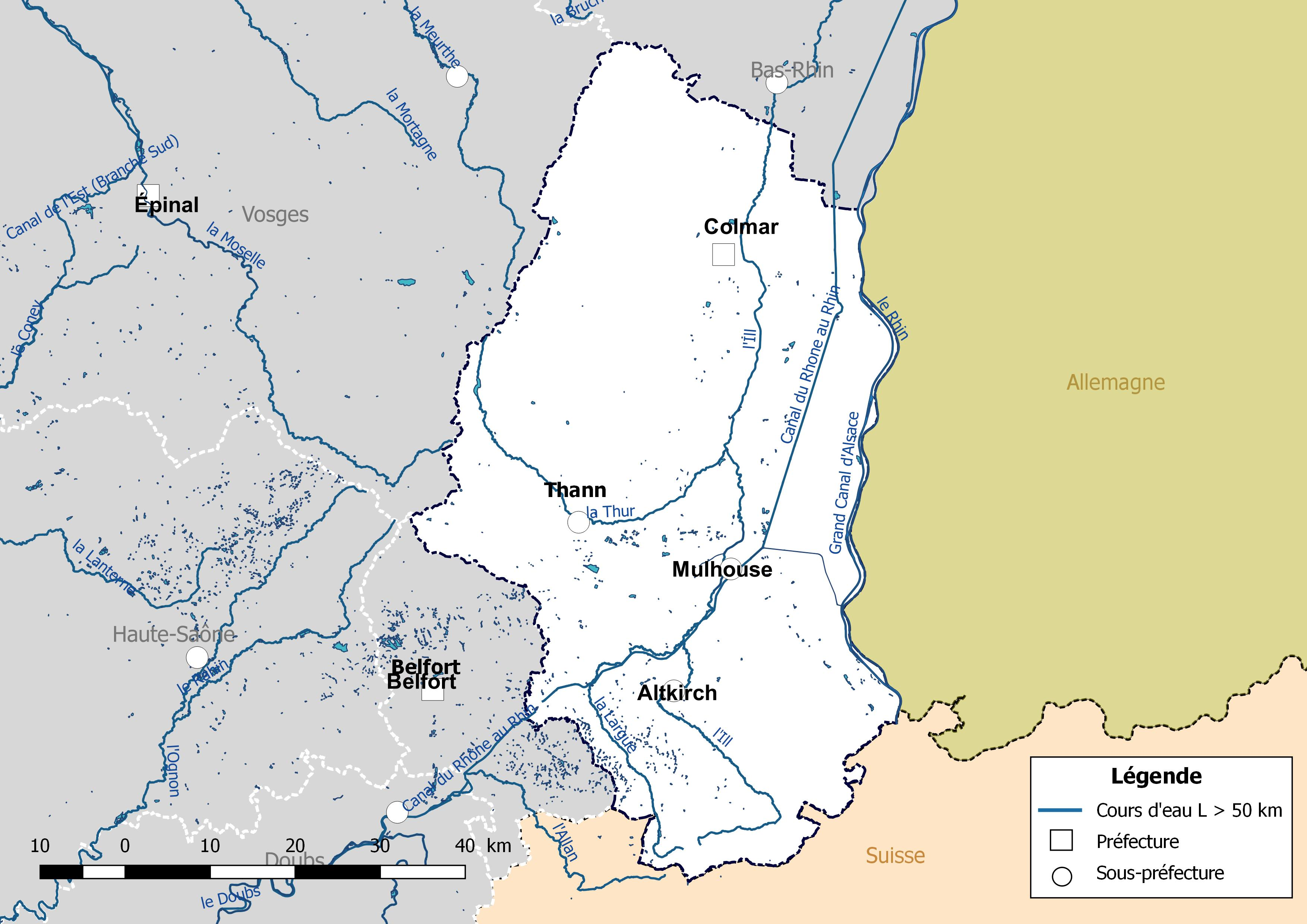
Carte des cours d'eau de longueur supérieure à 50 km drainant le département du Haut-Rhin.

Liste des fleuves, rivières et autres cours d'eau qui parcourent en partie ou en totalité le département du Haut-Rhin. La liste présente les cours d'eau, généralement de plus de 10 km de longueur sauf exceptions, par ordre alphabétique, par fleuves et bassin versant, par station hydrologique, puis par organisme gestionnaire ou organisme de bassin.

## Classement par ordre alphabétique
- Augraben[S 1]
- Béhine[S 2], Birsig[S 3], Blind[S 4], Bourbeuse[S 5]
- Canal du Logelbach[S 6]
- Doller[S 7], Dollerbaechlein[S 8]
- Fecht[S 9], Fecht[S 10]
- Geissenweid[S 11], Grand Canal d'Alsace[S 12], Grumbach[S 13]
- Ill[S 14]
- Largue[S 15], Lauch[S 16], Lauch canalisée[S 17], Lièpvrette[S 18], Lucelle[S 19], Lutter[S 20]
- Petite Fecht[S 21]
- Quatelbach[S 22]
- Rhin supérieur[S 23]
- Soultzbach[S 24], Steinbaechlein[S 25], Strengbach[S 26], Suarcine[S 27]
- Thalbach[S 28], Thur[S 29]
- Weiss[S 30]
- Zwiegbach[S 31].

## Classement par fleuve et bassin versant
Le seul fleuve arrosant le département du Haut-Rhin est le Rhin, dont l'affluent principal dans le même département est l'Ill. La Bourbeuse, qui traverse une seule commune du département du Haut-Rhin, et la Suarcine, en ce qu'elles rejoignent au sud le bassin versant du Rhône par la Saône constituent une exception hydrographique.
- Le Rhin, 812 km[S 23],[note 1]
  - la Birsig, 8,7 km[S 3]
  - la Fecht, 49,1 km[S 9]
    - le ruisseau dit la Fecht, 7,3 km[S 10]
    - la Petite Fecht, 11 km[S 21]
    - le ruisseau le Strengbach, 17,2 km[S 26]
    - la Weiss, 24,2 km[S 30]
      - la Béhine ou Bechine, 13,1 km[S 2]

  - le Grand Canal d'Alsace, 93,3 km[S 12]
    - le ruisseau l'Augraben, 23,1 km[S 1]

  - l'Ill (rg) 216,7 km[S 14]
    - la Blind (rd), 21,8 km[S 4]
    - le Canal du Logelbach, 9,2 km[S 6]
    - la Doller, 46,5 km[S 7]
      - le Steinbaechlein ou Steinbaechel, 14,3 km[S 25]

    - le Dollerbaechlein, 17,9 km[S 8]
    - le Giessen (rg), 33,6 km[S 32]
      - la Lièpvrette (rg), 24,9 km[S 18]

    - la Lauch, 46,7 km[S 16]
      - la Lauch canalisée, 7,6 km[S 17]

    - la Largue, 50,5 km[S 15]
      - le ruisseau le Geissenweid, 1,6 km[S 11]
      - le ruisseau le Grumbach, 11,6 km[S 13]
      - le ruisseau Soultzbach, 16,7 km[S 24]

    - la Lucelle, 11,8 km[S 19]
    - la Lutter, 4,8 km[S 20]
    - le Ruisseau Quatelbach, 14,8 km[S 22]
    - le Thalbach, 20,9 km[S 28]
    - la Thur, 53,3 km[S 29]
    - le Zwiegbach, 2,4 km[S 31]

  - le Rhin supérieur, partie haute et navigable du Rhin entre Bâle et Bingen am Rhein, 350 km[S 23]

- le Rhône, 544,9 km[S 33]
  - la Saône (rd), 473,4 km[S 34]
    - Le Canal du Rhône au Rhin (rg), 194,6 km[S 35]
      - la Bourbeuse (rd), 39,8 km[S 5]
      - la Suarcine (rg), 39,8 km[S 27]

## Hydrologie oustation hydrologique
La Banque Hydro a référencé les cours d'eau suivants :
- le Lertzbach à Hégenheim[BH 1]
- le ruisseau de Hésingue à Saint-Louis (Langenhaeuser)[BH 2]
- le Liesbach à Blotzheim[BH 3]
- l'Augraben à Bartenheim (Lachaussée)[BH 4]
- le Lertzbach à Saint-Louis (Michelfelden)[BH 5]
- le Canal du Rhône au Rhin à Sausheim[BH 6]
- le Canal de la Hardt à Hombourg[BH 7]
- le Muhlbach à Baltzenheim[BH 8]
- L'Ill à Oltingue (Pont D21b)[BH 9]
- L'Ill à Oltingue[BH 10]
- Le Feldbach à Hirsingue[BH 11]
- l'Ill à Altkirch[BH 12]
- l'Ill à Tagolsheim[BH 13]
- le Thalbach à Wittersdorf[BH 14]
- l'Ill à Mulhouse (Illberg)[BH 15]
- l'Ill à Didenheim[BH 16]
- la Largue à Courtavon[BH 17]
- La Largue à Friesen (Pont RD17)[BH 18]
- la Largue à Dannemarie[BH 19]
- la Largue à Friesen[BH 20]
- la rigole d'alimentation à Valdieu-Lutran[BH 21]
- le Traubach à Traubach-le-Bas[BH 22]
- la Largue à Spechbach-le-Bas[BH 23]
- la Largue à Illfurth[BH 24]
- l'Ancienne Ill à Mulhouse[BH 25]
- La Doller à Sewen (Lerchenmatt amont)[BH 26]
- la Doller à Sewen (Lerchenmatt aval)[BH 27]
- La Doller à Sewen [Village]
- La Doller à Sewen [Lerchenmatt]
- Le Wagensthalbach à Sewen [Lerchenmatt]
- Le Seebach à Sewen [Lac d'Alfeld]
- Le Seebach à Sewen [Village]
- La Doller à Kirchberg
- La Doller à Masevaux
- La Doller à Lauw
- Le Bourbach à Bourbach-le-Bas
- Le Michelbach à Michelbach
- La Doller à Burnhaupt-le-Haut [Pont d'Aspach]
- Le canal Walch à Burnhaupt-le-Haut [Pont d'Aspach]
- Le Baerenbach à Schweighouse-Thann
- La Doller [totale] à Burnhaupt-le-Haut [Pont d'Aspach]
- La Doller à Reiningue
- La Doller à Pfastatt
- Le Steinbaechlein à Mulhouse [Dornach Mer Rouge]
- Le Steinbaechlein à Morschwiller-le-Bas
- Le Kleebach à Burnhaupt-le-Haut
- L'Ill à Sausheim [Espace 110]
- Le Quatelbach à Sausheim
- L'Ill à Ensisheim
- Le Dollerbaechlein à Reiningue
- L'Ill à Oberhergheim
- L'Ill à Horbourg-Wihr [Pont de Horbourg]
- Le canal Vauban à Volgelsheim
- L'Ill à Colmar [Ladhof]
- La Thur à Kruth [1]
- La Thur à Wildenstein
- La Thur à Kruth [point IV]
- L'Erlenmatt à Mollau
- La Thur à Willer-sur-Thur
- La Thur à Willer-sur-Thur
- La Thur à Bitschwiller-lès-Thann
- Le Wissbach à Willer-sur-Thur
- La Thur à Ensisheim
- La Thur à Staffelfelden
- La Thur à Ensisheim [2]
- La Thur à Pulversheim
- L'Ill à Sundhoffen
- La Lauch à Linthal [Lac de la Lauch]
- La Lauch à Linthal [Schmeitzruntz]
- La Lauch à Linthal [Saegmatten 1]
- La Lauch à Linthal [Saegmatten 2]
- Le Seebach à Linthal [Schmeitzruntz]
- La Lauch à Buhl
- Le Murbach à Buhl
- La Lauch à Guebwiller
- La Lauch à Eguisheim
- L'Ohmbach à Westhalten [1]
- L'Ohmbach à Westhalten [2]
- L'Ohmbach à Westhalten [3]
- La Lauch à Rouffach [La gare]
- La Vieille Thur à Ungersheim
- La Vieille Thur à Réguisheim
- La Vieille Thur à Sainte-Croix-en-Plaine
- La Vieille Thur à Colmar [Dachsbuhl]
- Le Muhlbach à Turckheim
- La Fecht à Metzeral
- La Fecht à Muhlbach-sur-Munster
- La Petite Fecht à Stosswihr [Sofflat]
- La Petite Fecht à Stosswihr [Grossmatt]
- La Petite Fecht à Stosswihr [Village]
- La Fecht à Wihr-au-Val [rue de la Fecht]
- Le Krebsbach à Soultzbach-les-Bains
- La Fecht à Turckheim
- La Fecht à Wintzenheim [La Forge]
- La Fecht à Bennwihr [gare]
- La Fecht à Ostheim
- La Fecht à Guémar
- Le Strengbach à Ribeauvillé
- La Weiss à Orbey [Faing]
- La Béhine à Lapoutroie
- La Weiss à Kaysersberg [rue de la Râperie]
- La Weiss à Kaysersberg [Fréland-Gare]
- La Weiss à Sigolsheim
- Le Strengbach à Aubure
- La Blind à Riedwihr [Pont D 21b]
- La Lièpvrette à Sainte-Marie-aux-Mines [Échery]
- Le Rauenthal à Sainte-Marie-aux-Mines [Échery]
- Le Liversel à Sainte-Marie-aux-Mines [Brif]
- La Lièpvrette à Lièpvre